# Mistrzostwa Polski w Badmintonie 2008
44. Mistrzostwa Polski w badmintonie odbyły się w dniach 1-3 lutego 2008 roku w Słupsku. 

## Klasyfikacja medalowa
| Konkurencja:            | Złoto:                                                               | Srebro:                                                                         | Brąz: |
| gra pojedyncza kobiet   | Kamila Augustyn (SKB Piast Słupsk)                                   | Anna Narel (SKB Piast Słupsk)                                                   | Ewa Jarocka (SKB Suwałki) Angelika Węgrzyn (LKS Technik Głubczyce) |
| gra pojedyncza mężczyzn | Przemysław Wacha (LKS Technik Głubczyce)                             | Rafał Hawel (LKS Technik Głubczyce)                                             | Hubert Pączek (AZS AGH Kraków) Wojciech Poszelężny (UKS 15 Kędzierzyn-Koźle)                                                                                          |
| gra podwójna kobiet     | Kamila Augustyn (SKB Piast Słupsk) Nadieżda Kostiuczyk (SKB Suwałki) | Małgorzata Kurdelska (SKB Suwałki) Agnieszka Wojtkowska (LKS Technik Głubczyce) | Natalia Pocztowiak (LKS Technik Głubczyce) Aleksandra Walaszek (LKS Technik Głubczyce) Dominika Guzik-Płuchowska (AZS AGH Kraków) Karolina Kosińska (AZS UWM Olsztyn) |
| gra podwójna mężczyzn   | Michał Łogosz (SKB Suwałki) Robert Mateusiak (SKB Suwałki)           | Adam Cwalina (SKB Suwałki) Wojciech Szkudlarczyk (LKS Technik Głubczyce)        | Maciej Kowalik (SKB Suwałki) Michał Rogalski (SKB Suwałki) Łukasz Moreń (SKB Suwałki) Dariusz Zięba (SKB Suwałki)                                                     |
| gra mieszana            | Robert Mateusiak (SKB Suwałki) Nadieżda Kostiuczyk (SKB Suwałki)     | Michał Łogosz (SKB Suwałki) Joanna Szleszyńska (SKB Suwałki)                    | Adam Cwalina (SKB Suwałki) Małgorzata Kurdelska (SKB Suwałki) Wojciech Szkudlarczyk (LKS Technik Głubczyce) Agnieszka Wojtkowska (LKS Technik Głubczyce)              |